# Shatvan
Shatvan (in armeno Շատվան?) è un comune dell'Armenia di 736 abitanti (2009) della provincia di Gegharkunik.